# 9 км (зупинний пункт, Донецька дирекція, Єнакієве)
9 кіломе́тр — пасажирська зупинна залізнична платформа Донецької дирекції Донецької залізниці на лінії Щебенка — 5 км між станціями Щебенка (8 км) та Нижньокринка (4 км).
Розташована в с. Верхня Кринка, Єнакієвська міська рада, Донецької області.
Через військову агресію Росії на сході Україні транспортне сполучення припинене.